# Elena Flores
Pour les articles homonymes, voir Flores.
María Elena Flores Valencia, née le 27 décembre 1945 à Madrid, est une femme politique espagnole membre du Parti socialiste ouvrier espagnol (PSOE).

## Biographie

### Vie professionnelle
Elle est titulaire d'une licence en science politique de l'université complutense de Madrid (UCM). Elle y enseigne les relations internationales entre 1973 et 1983.

### Vie politique
Elle se présente aux élections autonomiques du 8 mai 1983 dans la Communauté de Madrid, en 14e position sur la liste de Joaquín Leguina. Élue députée à l'Assemblée de Madrid, elle est désignée le 13 juin 1983 au Sénat.
En décembre 1984, elle devient secrétaire aux Relations internationales de la commission exécutive fédérale du PSOE (CEF), sur proposition du secrétaire général Felipe González. Avec Txiki Benegas, Guillermo Galeote, Francisco Fernández Marugán et Salvador Clotas, elle fait partie des « cadres » de la direction socialiste. Elle est alors la femme la plus haut placée dans l'organigramme du PSOE et le restera jusqu'à la nomination de Trinidad Jiménez en juillet 2000.
Après avoir été réélue députée autonomique, elle est confirmée comme sénatrice en 1987.
Elle siège au Parlement européen du 1er janvier 1986 au 5 juillet 1987.
Elle se présente aux élections sénatoriales anticipées du 29 octobre 1989 dans la circonscription électorale de Ciudad Real. Avec 136 470 voix, elle est la mieux élue et conserve donc son mandat. Elle démissionne donc de son siège à l'Assemblée de Madrid.
Elle se fait réélire avec 140 222 voix lors des élections sénatoriales anticipées du 6 juin 1993, réalisant le deuxième score de la circonscription et des candidats socialistes.
Elle est remplacée au sein de la CEF par Raimón Obiols en mars 1994, puis renonce à se représenter au Sénat lors des élections anticipées du 3 mars 1996.